# Pic Cristóbal Colón
El Gonawindua (en llengua kogui), més conegut com a Pic Cristóbal Colón, amb els seus 5.776 msnm, és la muntanya més alta de Colòmbia i la cinquena amb més prominència topogràfica del món. Al seu cim, així com en les muntanyes més properes hi ha una capa permanent de neu al seu cim. El cim es troba a la Sierra Nevada de Santa Marta, juntament amb el veí Pic Simón Bolívar. Rep el nom per Cristòfor Colom.
El Pic Cristóbal Colón i el Pic Simón Bolívar són els dos cims més alts de Colòmbia, sent quasi iguals en altura. Podria ser que el Pic Simón Bolívar fos en realitat més alt que el Pico Cristóbal Colón. Si això fos així llavors el Pic Simón Bolívar seria el cim més alt de Colòmbia i el cinquè en prominència del món.
El Pic Cristóbal Colón va ser escalat per primera vegada el 1939 per part de W. Wood, A. Bakerwell i E.Praolini.